# Distrito de Yauyucan
El distrito de Yauyucan es uno de los once que conforman la provincia de Santa Cruz (Perú), del departamento de Cajamarca, bajo la administración del Gobierno Regional de Cajamarca, en el norte central del Perú.
Desde el punto de vista jerárquico de la Iglesia católica forma parte de la Diócesis de Chiclayo, sufragánea de la Arquidiócesis de Piura.

## Historia
El distrito fue creado mediante Ley  del 21 de abril de 1950, en el gobierno del Presidente Manuel A. Odría.

## Geografía
Abarca una superficie de 35,37 km².
- Ríos:
- Lagos:

## Capital
Tiene como capital al pueblo de Yauyucan. Se encuentra ubicada a una altura 2 400 m s. n. m.

## Autoridades

### Municipales
- 2011 - 2014[2]
  - Alcalde: Mario Wilfredo Vargas Vásquez, del Partido Perú Posible (PP).
  - Regidores:  Gonzalo Palomino Sánchez (PP), María Marleny Astochado Romero (PP), José Santa Cruz Torres (PP), Marco Becerra Mendoza (PP), Hernán Izquierdo Suxe (APRA).[3]
- 2007-2010
  - Alcalde: Mario Wilfredo Vargas Vásquez, Perú Posible (PP).

### Policiales
- Comisario:  PNP.

### Religiosas
- Diócesis de Chiclayo[4]
  - Administrador apostólico: Mons. Ribert Francis Prevost, OSA.

## Festividades
SE REALIZA LA FESTIVIDAD DE CORPUS CRISTI, SIENDO SU DÍA CENTRAL EL SEGUNDO JUEVES DE ENERO, FERIA A LA CUAL CONCURREN LOS CIUDADANOS DE PUEBLOS Y PROVINCIAS ALEDAÑAS; ASÍ COMO COMERCIANTES DE DISTINTAS PARTES DEL PAÍS.